# Lin Na
Lin Na (chinesisch 林 娜, Pinyin Lín Nà; * 18. Januar 1980) ist eine ehemalige chinesische Mittelstreckenläuferin.
Lin wurde von dem umstrittenen Trainer Ma Junren betreut, dessen Schützlinge bei den chinesischen Nationalspielen 1997 in Shanghai reihenweise Fabelzeiten liefen. Lin selbst wurde damals Zweite über 800 Meter.
1998 war sie die Schlussläuferin der chinesischen Stafette, die am 28. Februar in Peking mit 2:11:41 Stunden den aktuellen Weltrekord in der Marathonstaffel aufstellte. Lin lief dabei 7,195 km in 22:16 min.
1999 wurde sie chinesische Meisterin über 800 Meter, und 2000 wurde sie über dieselbe Distanz Asienmeisterin.
2001 siegte sie bei den chinesischen Nationalspielen über 800 und 1500 Meter, und 2002 folgte der nationale Titel über 1500 Meter. Im weiteren Verlauf des Jahres wurde sie des Dopings überführt und mit einer zweijährigen Sperre belegt.

## Persönliche Bestzeiten
- 800 m: 1:58,16 min, 22. Oktober 1997, Shanghai
  - Halle: 2:10,99 min, 9. März 2001, Lissabon
- 1500 m: 4:07,06 min, 18. November 2001, Guangzhou
  - Halle: 4:18,62 min, 9. März 2002, Shanghai